# Еголије
Еголије је у грчкој митологији био младић са Крита.

## Митологија
Еголије је био Крићанин који је са друговима, Келејем, Кербером и Лајем, покушао да украде мед из пећине на планини Иди у којој је Реја родила Зевса. У пећини су живеле свете пчеле које су отхраниле Зевса. Приступ је био забрањен и људима и боговима, а из пећине је сваке године избијала ватра, јер би узаврела крв проливена приликом Зевсовог рођења. Крадљивци су ради заштите навукли на себе бронзане панцире, али су се они истопили када су видели крв и Зевсове пелене. Зевс је хтео да их убије муњом, али су га мојре и Темида спречиле, јер нико није смео да умре на овом светом месту. Уместо тога, Зевс их је претворио у птице, па је Еголије постао врста морског орла. Појава ове птице је сматрана добрим знаком, јер је она видела божанску крв.

## Биологија
Латинско име ове личности (Aegolius) је назив за род у оквиру групе птица, али не орлова, већ сова.